# Angela Orebaugh
Angela Orebaugh es una autora e investigadora de ciber tecnología y seguridad. En 2011 fue seleccionada como la primera becaria de ciberseguridad de Booz Allen Hamilton. Es profesora asistente en la Escuela de Estudios Continuos y Profesionales de la Universidad de Virginia, y se desempeña allí como directora del programa de certificados en ciberseguridad.

## Educación
Orebaugh recibió títulos de licenciatura y maestría de la Universidad James Madison, completando la maestría en 1999. Completó un doctorado en la Universidad George Mason en 2014 bajo la dirección de Jeremy Allnutt y Jason Kinser. El título de su tesis Analyzing Instant Messaging Writeprints as a Behavioral Biometric Element of Cybercrime Investigations.